# Canistră

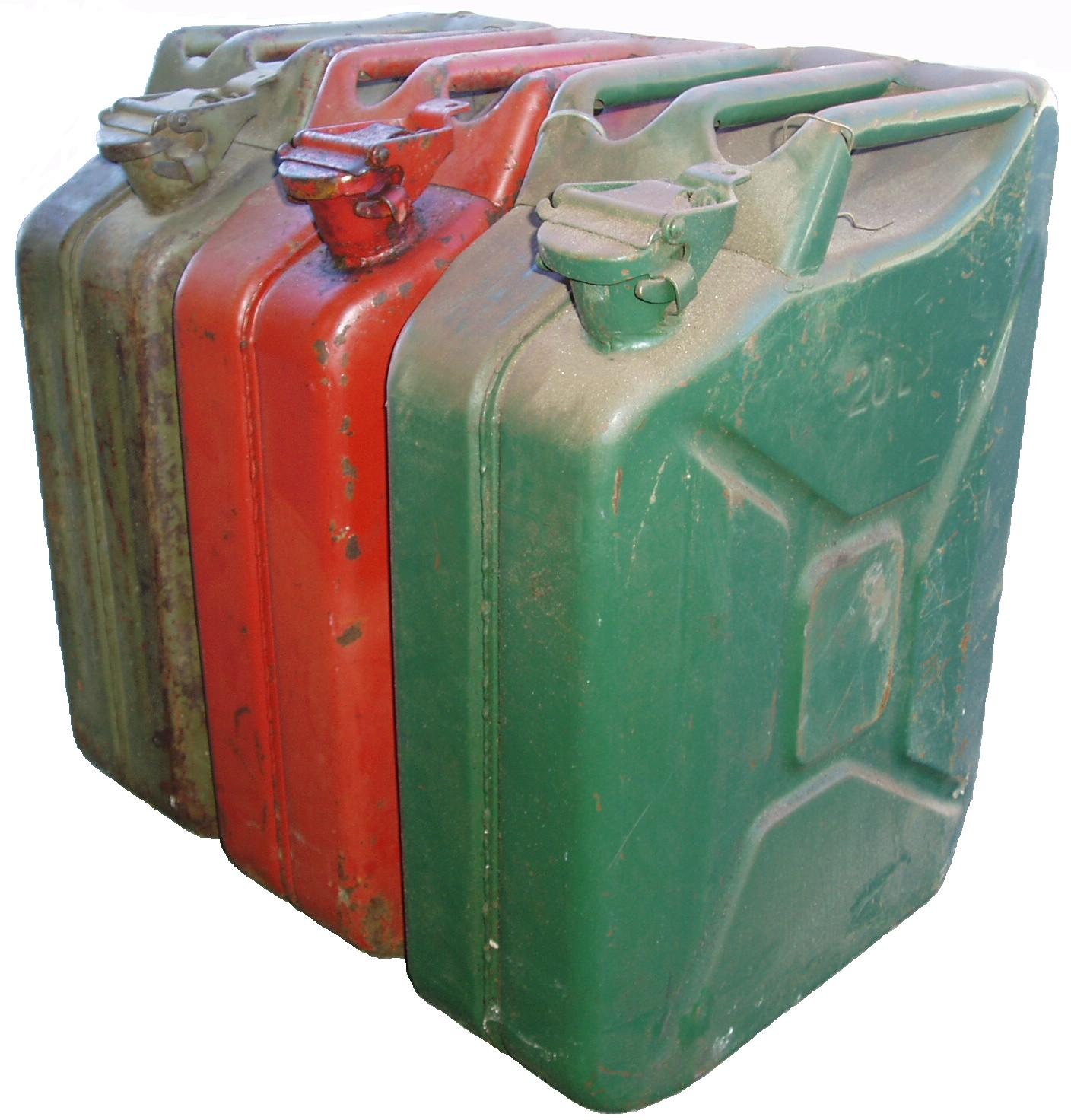
Un grup de canistre tip Jerrycan.

O canistră este un recipient multifuncțional, cu închidere ermetică, de obicei echipat cu mâner pentru transportul manual, folosit pentru a conține lichide de orice fel.
Acest recipient poate fi din fier sau din sticlă, sau din material plastic. Dimensiunile sale exterioare se măsoară, acolo unde se folosește sistemul internațional de unități, în centimetri, dar de obicei se distinge prin capacitate și deci în litri. Canistra are în general o gură îngustă, cu un diametru maxim de 45 mm. 
Forma paralelipipedică dreptunghiulară a canistrelor le permite să fie stivuite în mod compact.
Dacă este folosită pentru a conține și transporta mărfuri periculoase, sau care conțin substanțe periculoase (conform Directivei 67/548/CE), canistra trebuie omologată conform ADR, sau conform reglementărilor de transport.
Canistra de tip Jerrycan este un recipient robust pentru lichide, fabricat inițial din oțel presat. A fost proiectat în Germania în anii 1930 pentru uz militar pentru a stoca 20 de litri de combustibil. Trei mânere permit ca două persoane să transporte împreună canistra. Designul de bază este încă în uz astăzi, deși construcția este adesea din polietilenă de înaltă densitate.
Turnarea unui lichid inflamabil are potențialul de a genera electricitate statică. Amplasarea canistrei de combustibil pe pământ sau utilizarea unei curele de împământare ajută la reducerea riscului de scântei. În special, umplerea unei canistre cu combustibil în timp ce aceasta se află în portbagajul mașinii sau în spatele unei camionete poate fi periculoasă.

## Galerie

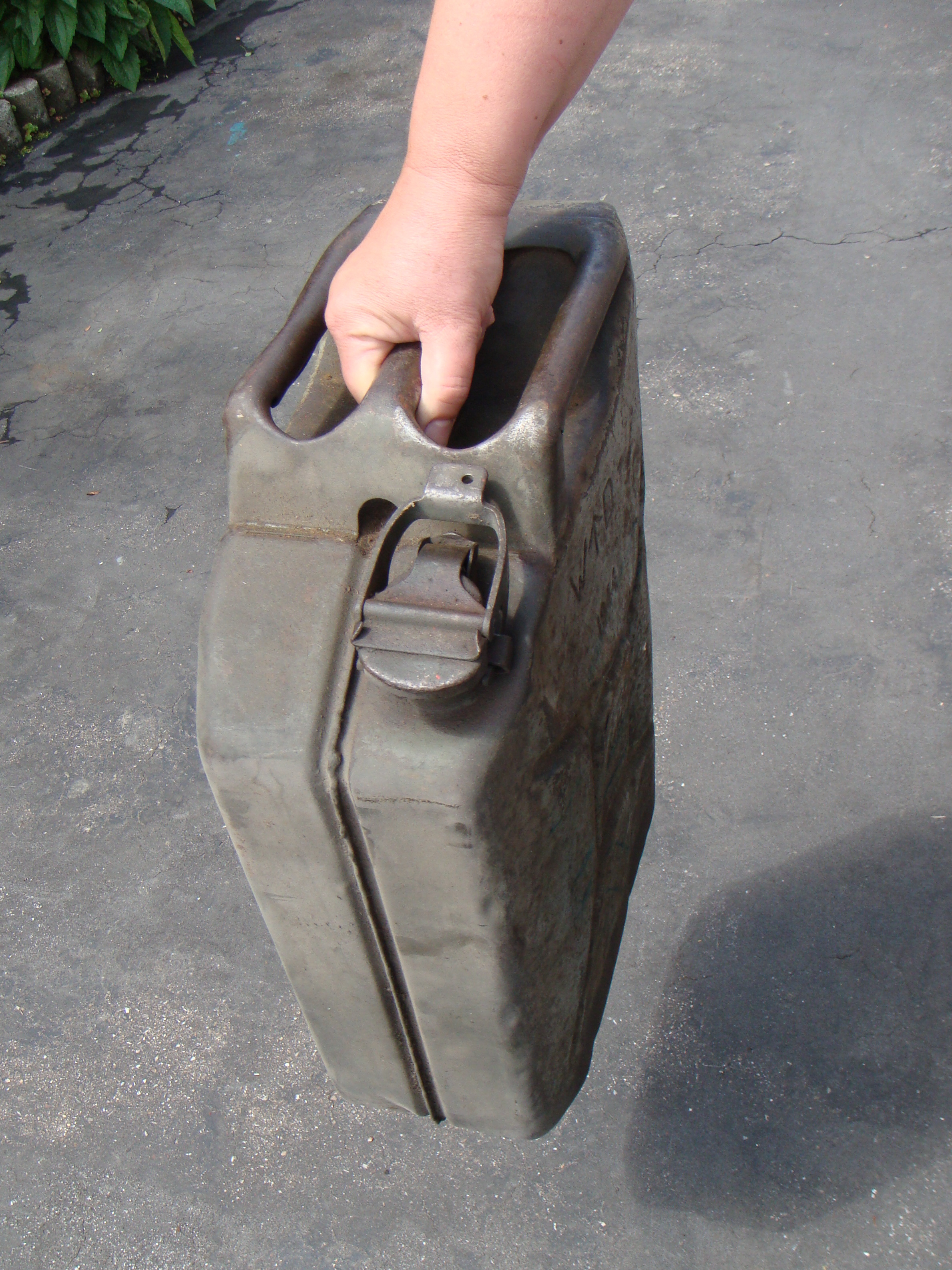
Canistră transportată de o singură persoană
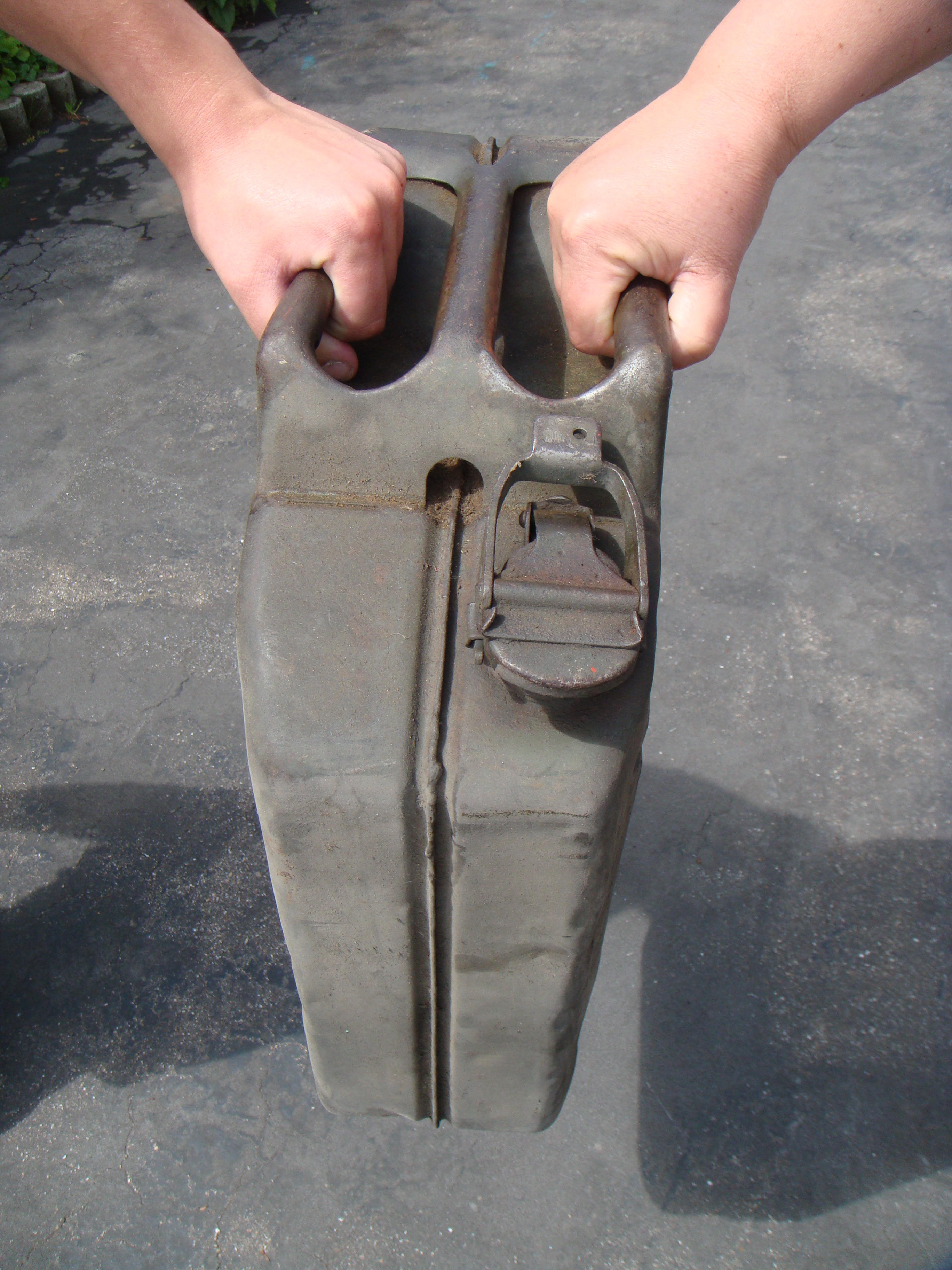
Canistră transportată de două persoane
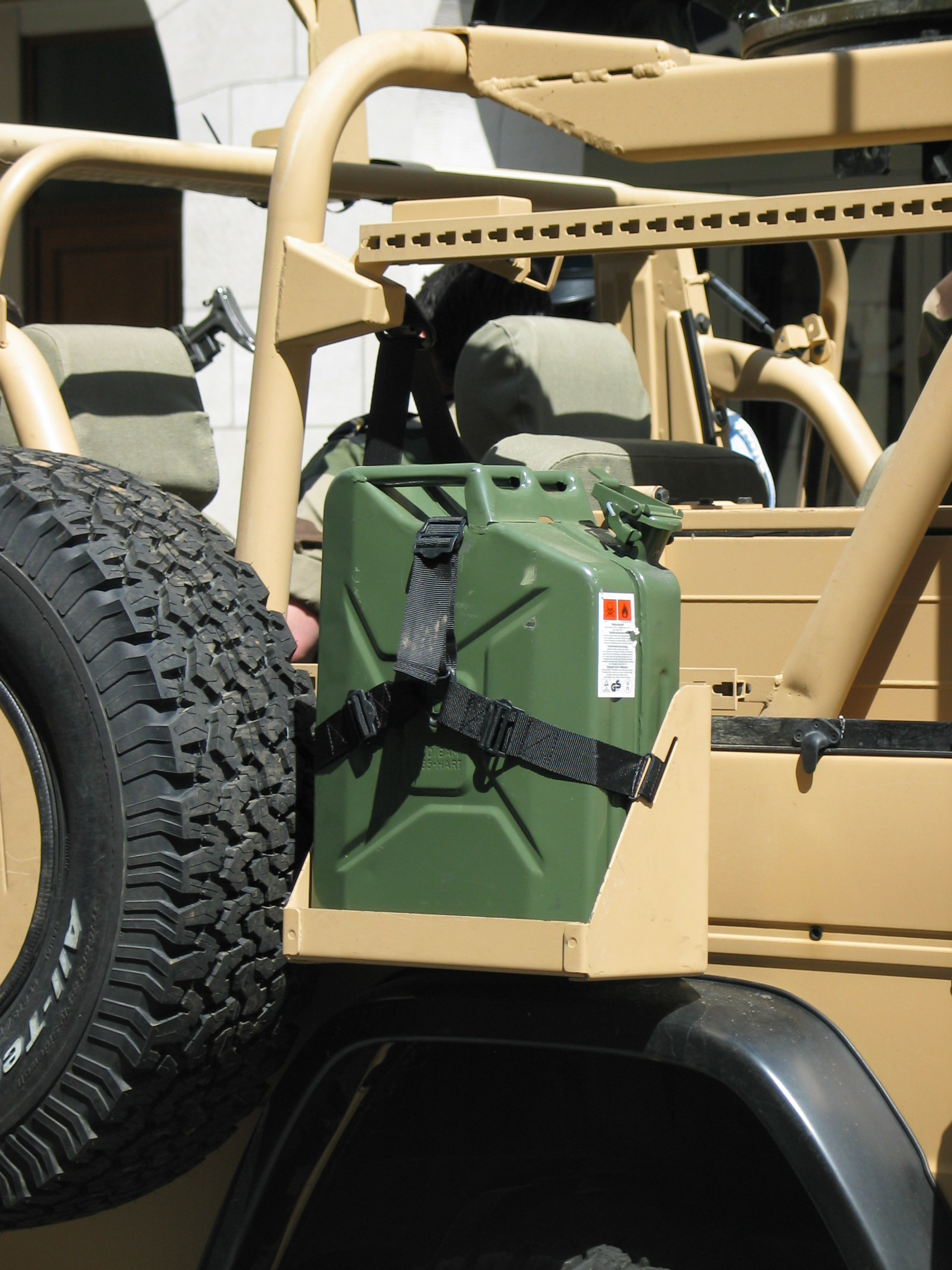
O canistră de pe o mașină militară în dotarea Armatei Franceze.
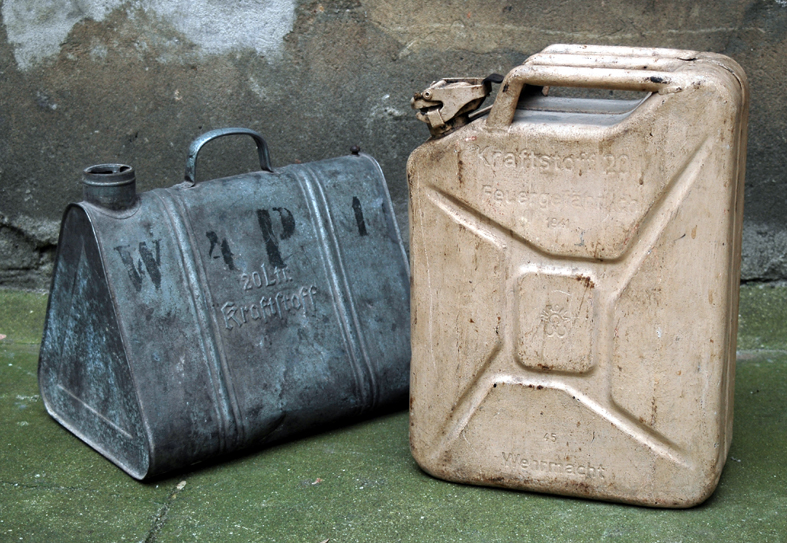
Recipient de combustibil de 20 litri. În stânga: modeull vechi; dreapta: model Wehrmacht-Einheitskanister din 1941. Producător: Nirona.
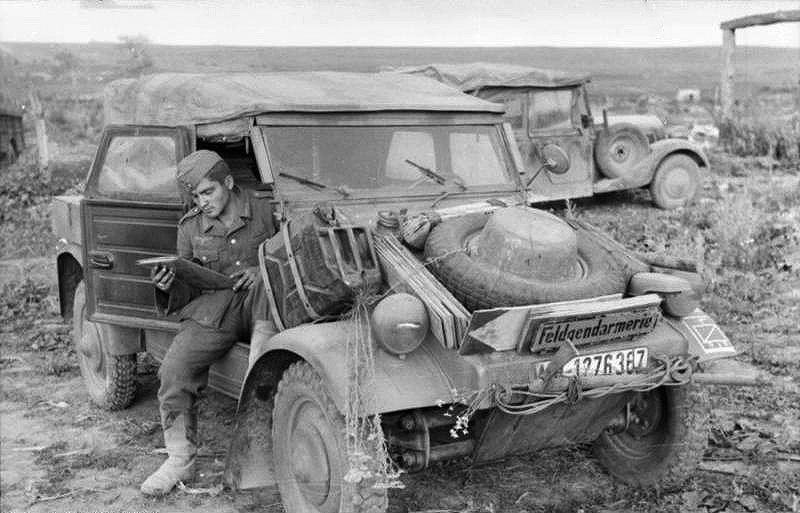
Volkswagen Kubelwagen cu o canistră Wehrmacht-Einheitskanister, în timpul „Operațiunii Citadelă” (Unternehmen Zitadelle). Rusia, 1943.
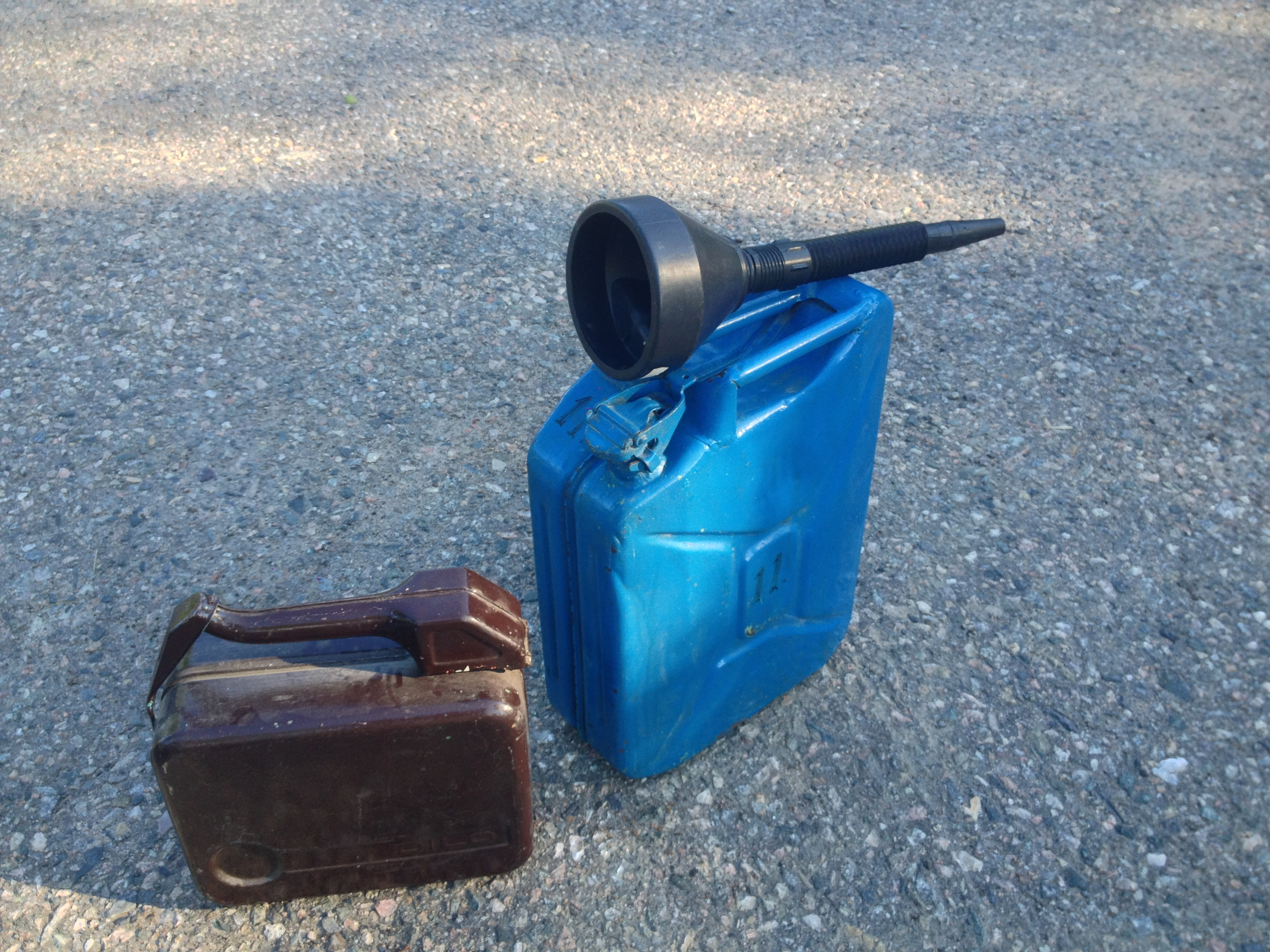
O canistră albastră